# Первые десятицентовые монеты США
Первые 10-центовые монеты США — монеты США номиналом в 10 центов, которые чеканились с перерывами с 1796 по 1807 годы. На аверсе монеты изображён бюст женщины, символизирующей Свободу, а на реверсе — белоголовый орлан, геральдический символ США. Существует два типа реверса этих монет.

## История
Дизайн монеты аналогичен соответствующим 25-, 50-центовым и 1-долларовым монетам.
На аверсе монеты находится изображение Свободы. В качестве модели для изображения был взят портрет Анны Виллинг Бинхем, считавшейся одной из самых красивых женщин США, кисти знаменитого художника Гилберта Стюарта.
На реверсе монеты находится белоголовый орлан — геральдический символ США.
Имеет несколько разновидностей. Так, на аверсе монет 1796–1797 годов находилось 15 звёзд (по числу штатов на начало 1796 года), а на монетах 1798–1807 годов — 13 (по количеству первых 13 штатов).
Монеты имеют два типа реверса: в 1796–1797 годах чеканились монеты первого типа, с 1798 года — второго типа. На реверсе второго типа изображён белоголовый орлан со щитом, в правой лапе которого пучок стрел, а в левой — оливковая ветвь. В его клюве развевается лента с девизом США «E PLURIBUS UNUM» (лат. Из многих — единое), а над головой 13 звёзд. Полукругом надпись «UNITED STATES OF AMERICA». На первых 10-центовых монетах США вообще не было обозначения их номинальной стоимости.

## Тираж
Все монеты данного типа чеканились на монетном дворе Филадельфии.
| Год  | Тираж   |
| ---- | ------- |
| 1796 | 22 135  |
| 1797 | 25 261  |
| 1798 | 27 550  |
| 1800 | 21 760  |
| 1801 | 34 640  |
| 1802 | 10 975  |
| 1803 | 33 040  |
| 1804 | 8 265   |
| 1805 | 120 780 |
| 1807 | 165 000 |

Суммарный тираж монеты составляет около 450 тысяч экземпляров.